# 2001–2002-es szlovák labdarúgó-bajnokság (első osztály)
A 2001–2002-es szlovák nemzeti labdarúgó-bajnokság első osztálya tíz csapat részvételével rajtolt. A címvédő Inter Bratislava nem tudta megvédeni bajnoki címét, az új győztes az MŠK Žilina lett. A gólkirályt is ez a csapat adta Marek Mintál személyében, aki 21 gólt ért el.

## Végeredmény
| #   | Csapat                      | M  | GY | D  | V  | G+ – G– | GK  | P  | Megjegyzések                                   |
| --- | --------------------------- | -- | -- | -- | -- | ------- | --- | -- | ---------------------------------------------- |
| 1.  | MŠK Žilina                  | 36 | 21 | 6  | 9  | 62–37   | +25 | 69 | 2002–2003-as Bajnokok ligája – 2. selejtezőkör |
| 2.  | Matador Púchov              | 36 | 18 | 8  | 10 | 48–33   | +15 | 62 | 2002–2003-as UEFA-kupa – Selejtező             |
| 3.  | Inter Slovnaft BratislavaCV | 36 | 16 | 8  | 12 | 53–39   | +14 | 56 |                                                |
| 4.  | MFK SCP RužomberokÚ         | 36 | 15 | 9  | 12 | 49–41   | +8  | 54 |                                                |
| 5.  | Ozeta Dukla Trenčín         | 36 | 15 | 9  | 12 | 45–43   | +2  | 54 |                                                |
| 6.  | Slovan Bratislava           | 36 | 14 | 9  | 13 | 42–39   | +3  | 51 |                                                |
| 7.  | Artmedia Petržalka          | 36 | 11 | 14 | 11 | 51–45   | +6  | 47 |                                                |
| 8.  | ZŤS Dubnica nad Váhom       | 36 | 9  | 11 | 16 | 38–48   | −10 | 38 |                                                |
| 9.  | 1. FC Košice                | 36 | 6  | 13 | 17 | 30–62   | −32 | 31 |                                                |
| 10. | Tatran Prešov               | 36 | 8  | 7  | 21 | 35–66   | −31 | 31 |                                                |

Forrás: rsssf.com 
A rangsorolás alapszabályai: 1. összpontszám, 2. egymás elleni eredmények összpontszáma, 3. gólkülönbség, 4. szerzett gólok száma.
Az 1. FC Košice az egymás elleni eredmények alapján maradt bent az első osztályban, a Tatran Prešovval szemben.
(B): Bajnokcsapat, (K): Kieső csapat, (F): Feljutó csapat, (I): Kupainduló, (R): A rájátszás győztese, (KGY): Kupagyőztes

## Külső hivatkozások
- A bajnokság honlapja